# Драгијевица
Драгијевица је насеље у Србији у општини Осечина у Колубарском округу. Према попису из 2022. било је 400 становника.

## Демографија
У насељу Драгијевица живи 581 пунолетни становник, а просечна старост становништва износи 46,2 година (45,0 код мушкараца и 47,3 код жена). У насељу има 229 домаћинстава, а просечан број чланова по домаћинству је 2,97.
Ово насеље је великим делом насељено Србима (према попису из 2002. године), а у последња три пописа, примећен је пад у броју становника.
|  |

| Демографија | Демографија | Демографија |
| Година      | Становника  | Становника  |
| ----------- | ----------- | ----------- |
| 1948.       | 1.165       |             |
| 1953.       | 1.160       |             |
| 1961.       | 1.154       |             |
| 1971.       | 975         |             |
| 1981.       | 936         |             |
| 1991.       | 765         | 745         |
| 2002.       | 681         | 697         |

| Етнички састав према попису из 2002.‍ | Етнички састав према попису из 2002.‍ | Етнички састав према попису из 2002.‍ | Етнички састав према попису из 2002.‍ | Етнички састав према попису из 2002.‍ |
| ------------------------------------ | ------------------------------------ | ------------------------------------ | ------------------------------------ | ------------------------------------ |
|                                      |                                      |                                      |                                      |                                      |
| Срби                                 | Срби                                 |                                      | 678                                  | 99,55%                               |
| Црногорци                            | Црногорци                            |                                      | 1                                    | 0,14%                                |
| непознато                            | непознато                            |                                      | 2                                    | 0,29%                                |

| Година пописа     | 1948. | 1953. | 1961. | 1971. | 1981. | 1991. | 2002. |
| ----------------- | ----- | ----- | ----- | ----- | ----- | ----- | ----- |
| Број домаћинстава | 200   | 213   | 233   | 229   | 238   | 227   | 229   |

| Број чланова      | 1  | 2  | 3  | 4  | 5  | 6  | 7  | 8 | 9 | 10 и више | Просек |
| ----------------- | -- | -- | -- | -- | -- | -- | -- | - | - | --------- | ------ |
| Број домаћинстава | 53 | 67 | 32 | 28 | 24 | 12 | 10 | 3 | 0 | 0         | 2,97   |

| Пол    | Укупно | Неожењен/Неудата | Ожењен/Удата | Удовац/Удовица | Разведен/Разведена | Непознато |
| ------ | ------ | ---------------- | ------------ | -------------- | ------------------ | --------- |
| Мушки  | 298    | 71               | 195          | 20             | 10                 | 2         |
| Женски | 297    | 28               | 193          | 71             | 5                  | 0         |
| УКУПНО | 595    | 99               | 388          | 91             | 15                 | 2         |

| Пол    | Укупно                    | Пољопривреда, лов и шумарство | Рибарство                            | Вађење руде и камена | Прерађивачка индустрија       |
| ------ | ------------------------- | ----------------------------- | ------------------------------------ | -------------------- | ----------------------------- |
| Мушки  | 255                       | 213                           | 0                                    | 0                    | 19                            |
| Женски | 238                       | 227                           | 0                                    | 0                    | 4                             |
| УКУПНО | 493                       | 440                           | 0                                    | 0                    | 23                            |
| Пол    | Производња и снабдевање   | Грађевинарство                | Трговина                             | Хотели и ресторани   | Саобраћај, складиштење и везе |
| Мушки  | 1                         | 3                             | 7                                    | 4                    | 4                             |
| Женски | 0                         | 0                             | 2                                    | 0                    | 0                             |
| УКУПНО | 1                         | 3                             | 9                                    | 4                    | 4                             |
| Пол    | Финансијско посредовање   | Некретнине                    | Државна управа и одбрана             | Образовање           | Здравствени и социјални рад   |
| Мушки  | 0                         | 1                             | 0                                    | 1                    | 2                             |
| Женски | 0                         | 1                             | 0                                    | 1                    | 1                             |
| УКУПНО | 0                         | 2                             | 0                                    | 2                    | 3                             |
| Пол    | Остале услужне активности | Приватна домаћинства          | Екстериторијалне организације и тела | Непознато            | Непознато                     |
| Мушки  | 0                         | 0                             | 0                                    | 0                    | 0                             |
| Женски | 1                         | 0                             | 0                                    | 1                    | 1                             |
| УКУПНО | 1                         | 0                             | 0                                    | 1                    | 1                             |

## Галерија
- Драгијевица - црква Светог Саве
- Драгијевица - панорама
- Драгијевица - панорама
- Драгијевица - панорама